# Madhavrao

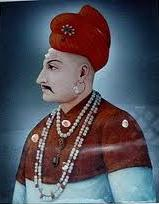
Madhavrao Bhat

Madhavrao Bhat I, Hindi माधवराव पेशवे, in urdu مادھو راؤ اول‎?, Mādhūrāo avval (Savnur, 15 febbraio 1745 – Theur, 18 novembre 1772) è stato il 4° Peshwa dell'Impero maratha. 
Succedette a Balaji Bajirao e a lui succedette Narayanrao Peshwa. 
Figlio del Peshwa Nanasaheb, che era a sua volta figlio di Bajirao I, durante il suo governo, l'Impero maratha si risollevò, grazie anche alla sua azione, dalle gravi perdite umane e finanziarie subite con la Terza battaglia di Panipat: un fenomeno che viene definito "Risurrezione maratha". 
È considerato uno dei più grandi Peshwa della storia maratha.

## Primi anni di regno
Al momento in cui Madhavrao salì al trono, l'Impero Maratha era in quasi completo dissesto e la Terza battaglia di Panipat, conclusasi ion un disastro epocale, aveva rivelato l'enorme debito esistente. A Shaniwar Wada, la prima residenza del Peshwa, si svolgevano frequentemente rituali e cerimonie religiose ma la disciplina richiesta per il normale corso dell'amministrazione era pressoché inesistente. Il Tesoro imperiale era quasi vuoto e quando Madhavrao capì lo stato difficoltoso dell'Impero, cominciò a introdurre personalmente cambiamenti utili a una sana gestione della cosa pubblica e ridusse al contempo anche l'eccessivo dispiego di pratiche pubbliche religiose.
Nel febbraio del 1762, i Peshwa progettarono di conquistare il Karnataka. Era questa una delle prime guerre contro i Niẓām quando un conflitto esplose tra Madhavrao e suo zio Raghunathrao. Considerato il profondo dissenso tra i due, Raghunathrao decise di abbandonare le truppe mentre si trovava a metà strada e tornò a Pune, mentre Madhavrao proseguì. Infine fu firmato un trattato col Niẓām e Madhavrao poté tornare a sua volta. Sia Madhavrao sia Raghunathrao avevano le loro preferenze circa i Sardar (Generali). Madhavrao in genere preferiva la compagnia di Gopalrao Patwardhan, Tryambakrao Mama Pethe, Nana Fadnavis e Ramshastri Prabhune, mentre Raghunathrao era affezionato a Sakharambapu, Gulabrao e Gangoba Tatya.